# سيمون الأول (بابا الإسكندرية)
سيمون الأول، بابا الإسكندرية وبطريرك الكرازة المرقسية للأقباط الأرثوذكس رقم 42. أصله سرياني، وأقام بطريركاً 7 سنوات و7 أشهر، في الفترة من 19 ديسمبر عام 692 حتى 18 يوليو عام 700 م، وتوفي. وخلا الكرسي بعده ثلاث سنوات وتسعة أشهر و7 أيام.